# حمزه عبده
حمزه عبده (به انگلیسی: Hamse Abdouh) (زادهٔ ۱ ژانویهٔ ۱۹۹۱) شناگر اهل فلسطین است.